# Malfrida
Malfrida (muerta en 1000) fue la probable esposa bohemia del gran príncipe de Kiev Vladímir I de Kiev.Según Vasily Tatiszczew en la Joakim Chronicle, Malfrida fue la cuarta esposa del príncipe de Kiev
La Crónica de Néstor menciona la muerte de una mujer llamada Malfrida. El historiador ruso Basilio Tatíshchev supone que Malfrida era la esposa bohemia de Vladímir I de Kiev.
Otros historiadores suponen que Malfida es en realidad Malusha.

## Hijos probables
La esposa bohemia de Vladímir I de Kiev probablemente tuvo dos hijos con ella:
- Sviatoslav de Smolensk (m. 1015)
- Mstislav de Chernígov (m. 1036) - posiblemente su madre fue Rogneda de Pólatsk.